# ملانی ۶۸۸
سیارک ۶۸۸ (به انگلیسی: 688 Melanie، نامگذاری:1909HH) ششصد و هشتاد و هشتمین سیارک کشف شده‌است که در ۲۵ اوت ۱۹۰۹ و در وین کشف شد.
قدر مطلق سیارک برابر ۱۰٫۵۹ است.